# Abacoclytus felicisrosettae
Abacoclytus felicisrosettae är en skalbaggsart som beskrevs av Carlo Pesarini och Andrea Sabbadini 1997. Abacoclytus felicisrosettae ingår i släktet Abacoclytus och familjen långhorningar.